# Begoña Abad
Begoña Abad de la Parte (Villanasur Río de Oca, Burgos, 24 de marzo de 1952) es una poeta española.

## Trayectoria
Nació en el pequeño pueblo burgalés de Villanasur Río de Oca, pero pasó la infancia y la adolescencia viviendo en diferentes lugares hasta que se instaló en Logroño. Antes de llegar a la poesía escribió cuentos, en principio para sus hijos y después también cuentos para adultos. Para ella —explica en una entrevista— «escribir era tan natural como respirar, pero otra cosa era compartirlo, hacerlo visible, hacerme yo visible». También dice que no es poeta sino que «está poeta». En 1979 ganó el premio de la Asociación de Amas de Casa de Logroño, un revulsivo que le hizo valorar y empezar a compartir su trabajo. En 2006 ganó el primer premio de relato de la Universidad Popular de Logroño 2006.
Tras la plaquette Begoña en ciernes y el poemario La medida de mi madre, en 2012 publicó Cómo aprender a volar, libro en el que transmite su propia experiencia. Durante cincuenta años Begoña vivió una vida que —ha explicado— «no era la suya», como madre y esposa abnegada sujeta al papel que la historia ha reservado siempre a las mujeres. Sólo en la poesía, que era su refugio, conseguía vivir. «A los cincuenta me nacieron alas», dice en un poema. Es el momento en el que logra la independencia económica y consigue un trabajo en una portería de Logroño y una vivienda en el último piso del edificio, desde donde puede ver los tejados de la ciudad. Abad defiende su profesión de portera, «de abridora humilde de puertas y de almas», de «artesana de la palabra» que «modela la vida a diario», mientras se deja sorprender por esta «experiencia que supone el hecho de estar viva».
Ha publicado diversos poemarios y su poesía ha sido incluida en diversas antologías y revistas. Ha participado en varios de los encuentros poéticos Voces del extremo en Moguer y Logroño, y fue durante ocho años vicepresidenta del Ateneo Riojano de Logroño.

## Obra

### Poemarios
- Begoña en ciernes, Logroño, Ed. 4 de Agosto, Col. Planeta Clandestino, 2006.
- La medida de mi madre, Zaragoza, Olifante, 2008.
- Cómo aprender a volar, Zaragoza, Olifante, 2012.
- Musarañas azules en Babilonia, Navarrés (Valencia), Ed. Babilonia, 2013.
- Palabras de amor para esta guerra, Tenerife, Baile del Sol, 2013.
- A la izquierda del padre, Palma de Mallorca, La Baragaña, 2014; 2.ª ed. Madrid, Ruleta Rusa, 2015.
- Estoy poeta (o diferentes maneras de estar sobre la tierra), Zaragoza, Pregunta, 2015.
- Diez años de sol y edad (Antología 2006-2016), Zaragoza, Pregunta, 2016.
- El hijo muerto, Navarrés (Valencia), Ed. Babilonia, 2016. Libro-disco.
- El techo de los árboles, Zaragoza, Pregunta, 2018.
- El lenguaje de las ballenas, Zaragoza, Pregunta, 2020.
- Madres, Zaragoza, Pregunta, 2021.

### Libros de relatos
- Cuentos detrás de la puerta, Zaragoza, Pregunta, 2013.

### Colaboraciones en antologías
- La otra voz. Poesía femenina en La Rioja (1982-2005), Logroño, Ed. 4 de agosto de 2005.
- ldea Poética IV: SXO, Ópera Prima, 2009.
- 50 Poetas Contemporáneos de Castilla-León
- Mujeres en su tinta: Poetas Españolas en el siglo XXI, Universidad Nacional Autónoma de México, 2010.
- Negra Flama: Poesía antagonista en el estado español, Jaén, Ed. SOV, 2013.
- No es el amor quien muere. Miradas sin fronteras 2013, Sevilla, Ed. En huida solidaria, 2013.
- Campamento Dignidad. Poemas para la conciencia, Málaga, Ed. Baladre-Zambra, 2013.
- En legítima defensa. Poetas en tiempos de crisis, Madrid, Bartleby Editores, 2014.
- Disidentes. Antología de poetas críticos españoles contemporáneos (1990-2014), (Editorial La oveja roja, 2015).
- Nova Mondo en Niaj Koroj, Antología de poesía crítica española contemporánea traducida al esperanto,	Palma de Mallorca, Ed. Calumnia, 2015.
- Un minuto de ternura, Antología de Uberto Stabile: Un minuto de ternura (2015), Tenerife, Baile del sol, 2015.
- Miles de Tierras. Antología de poesía, Madrid, AABI, 2015.
- Antología Voix Vives, Ed. Huerga y Fierro, 2016.
- Antología Salgueiro Maia, Edición de Suso Díaz, Ed. Liliputienses 2017.
- Antogía Activism Through Poetry: Critical Spanish Poems in Translation (Hamilton Books, 2017)

### Colaboración en las antologías de Voces del Extremo
- Poesía y Vida, Huelva, Fundación Juan Ramón Jiménez, 2006.
- Poesía y Capitalismo, Huelva, Fundación Juan Ramón Jiménez, 2008.
- Poesía y Magia, Huelva, Fundación Juan Ramón Jiménez, 2009.
- Poesía y tecnología, Salamanca, Ayuntamiento de Béjar, 2009.
- Poesía y resistencia, Madrid, Ediciones Amargord, 2013.
- Poesía y desobediencia, Madrid, Ediciones Amargord, 2014.

### Estudios sobre su obra
- José María García Linares, Nacer para aprender, volar para vivir. Un acercamiento a la poesía de Begoña Abad, Zaragoza, Pregunta Ediciones, 2019.